# Dipoena mitifica
Dipoena mitifica là một loài nhện trong họ Theridiidae.
Loài này thuộc chi Dipoena. Dipoena mitifica được Eugène Simon miêu tả năm 1899.